# Морено, Байрон
Байрон Альдемар Морено Руалес (исп. Byron Aldemar Moreno Ruales; род. 23 ноября 1969, Кито) — эквадорский футбольный судья. Судил матчи ФИФА с 1996 по 2003 годы, до 2003 года также обслуживал матчи чемпионата Эквадора.

## Чемпионат мира 2002
Байрон Морено получил скандальную известность на чемпионате мира 2002 года в матче Италии против Южной Кореи 18 июня. Сперва Морено поставил пенальти на ворота итальянцев в начале игры, затем в дополнительное время якобы из-за офсайда не засчитал гол Дамиано Томмази, а в конце концов дал вторую жёлтую карточку Франческо Тотти за симуляцию падения в штрафной корейцев. В итоге сборная Южной Кореи выиграла со счётом 2:1 и вышла в следующий круг соревнований. Решения Морено вызвали бурю негодования в Италии и обвинения в заговоре против итальянской сборной. Президент ФИФА Зепп Блаттер вынужден был выступить с оправданиями, дав судейству Морено крайне низкую оценку, но отвергнув заявления о предвзятости судьи. Лишь спустя шесть лет Морено признал отмену гола Томмази ошибочной, возложив всю ответственность за ошибку на судью на линии.
Итальянская пресса единогласно обвинила Морено в поражении сборной Италии, не сдерживаясь в выражениях. После игры группа итальянских футболистов (Анджело Ди Ливио, Дженнаро Гаттузо, Луиджи Ди Бьяджо и Кристиан Пануччи) пыталась отыскать судью, который заперся в судейской комнате на стадионе и покинул арену только поздно ночью в окружении двадцати полицейских.

## После чемпионата мира
По возвращении с чемпионата мира на родину Морено ощутил одобрение своих земляков и на волне этой поддержки выставил свою кандидатуру в городской совет эквадорской столицы Кито. В сентябре 2002 года, в разгар избирательной кампании, он судил матч между городской командой «Лига де Кито» и футбольным клубом «Барселона» из Гуаякиля. К последней минуте хозяева поля проигрывали со счётом 2:3. Морено объявил о шести добавленных минутах, но в действительности продлил матч на 13 минут, в течение которых футболисты из Кито забили два мяча (на 99-й и 101-й минутах) и вырвали победу. После этого Морено был отстранён от судейства на 20 матчей. Отбыв срок дисквалификации, он вновь приступил к работе, но уже после третьего матча, в котором он удалил подряд трёх игроков одного клуба, в мае 2003 года был отстранён повторно и вскоре после этого объявил о своей отставке.
В 2010 году Байрона Морено арестовали в Нью-Йоркском аэропорту при попытке провезти в США 6 кг героина. За это правонарушение 23 сентября 2011 года он был приговорен Нью-Йоркским судом к двум с половиной годам тюремного заключения. За четыре месяца до окончания срока его освободили, после чего Морено вернулся на родину.